# Ivar Jarl
Anders Ivar Jarl, född den 16 juli 1889 i Karlsborg, Skaraborgs län, död den 22 oktober 1949 i Stockholm, var en svensk militär. 
Jarl avlade studentexamen i Skara 1907. Han blev underlöjtnant vid Jönköpings regemente 1909, löjtnant där 1915 och vid Intendenturkåren 1917, kapten där 1919. Jarl blev regementsintendent vid Bodens ingenjörkår 1917, vid Smålands husarregemente 1919, vid Göta ingenjörkår 1928, och intendent vid Arméförvaltningens intendenturdepartement 1930. Han befordrades till major vid Intendenturkåren 1934, till överstelöjtnant där 1937 och till överste 1941. Jarl blev fördelningsintendent vid Norra arméfördelningen 1935, vid IV. arméfördelningen 1937, och chef för Arméförvaltningens intendenturdepartements underhållsbyrå 1939. Han var stadsfullmäktig och ledamot av drätselkammaren i Eksjö 1927–1930. Jarl var vice ordförande i försäkringsbolaget Bore från 1943. Han blev riddare av Svärdsorden 1930 och av Vasaorden 1942 samt kommendör av andra klassen av Svärdsorden 1945 och kommendör av första klassen 1948.